# Robert Hrgota
Robert Hrgota, né le 2 août 1988 à Celje, est un sauteur à ski slovène, devenu entraîneur.

## Biographie
Membre du club SSK Velenje, il commence sa carrière dans des compétitions internationales junior en 2004. En 2006, il fait ses débuts dans la Coupe continentale et aux Championnats du monde junior, terminant huitième en individuel et prenant la médaille d'argent par équipes.
En février 2007, il se qualifie pour la première fois dans la Coupe du monde à Titisee-Neustadt. S'il s'agit de sa seule participation à une compétition de ce niveau deux ans, il monte sur son premier podium en Coupe continentale à Westby le même mois.
En 2009, après avoir marqué ses premiers points dans la Coupe du monde à Oberstdorf (27e), il prend à son unique championnat majeur : les Championnats du monde à Liberec, se classant 22e au petit tremplin et septième par équipes.
En 2010, il est sélectionné pour les Championnats du monde de vol à ski à Planica en Slovénie, où il devient 30e en individuel et sixième par équipes. 
En 2012, il découvre le goût de la victoire pour la première fois dans le Grand Prix d'été, faisant partie de l'équipe gagnante à Wisła en compagnie de Jurij Tepes, Peter Prevc et Robert Kranjec.
En 2014, il revient en Coupe du monde après quatre ans sans participation, prenant notamment la 18e place à Sapporo, soit son meilleur classement dans une manche. Il prend pourtant sa retraite sportive cette année également, à cause d'une blessure au genou.
En 2019-2020, il l'assistant de l'entraîneur de l'équipe slovène de saut à ski Gorazd Bertoncelj, puis devient l'entraîneur en chef dès l'hiver suivant.

## Palmarès

### Championnats du monde
| Épreuve / Édition | Épreuve / Édition | Liberec 2009 |
| Petit tremplin    | Petit tremplin    | 22e          |
| Grand tremplin    | Grand tremplin    | -            |
| Par équipes       | PT                | -            |
| Par équipes       | GT                | 7e           |

Légende : PT = petit tremplin, GT = grand tremplin 

### Championnats du mondede vol à ski
| Épreuve / Édition | Planica 2010 |
| Individuel        | 30e          |
| Par équipes       | 6e           |

### Coupe du monde
- Meilleur classement général : 52e en 2009.
- Meilleur résultat individuel : 18e.

#### Différents classements en Coupe du monde
| Année | Classement général final |
| 2009  | 52e                      |
| 2010  | 79e                      |
| 2014  | 70e                      |

### Championnats du monde junior
| Épreuve / Édition | Kranj 2006 | Tarvisio 2007 |
| Individuel        | 8e         | 19e           |
| Par équipes       | Argent     | Or            |

### Grand Prix
- 1 victoire par équipes.

### Coupe continentale
- 10 podiums.